# 泉山区
泉山区（せんざん-く）は中華人民共和国江蘇省徐州市に位置する市轄区。

## 行政区画
- 街道:王陵街道、七里溝街道、永安街道、湖浜街道、段荘街道、翟山街道、奎山街道、和平街道、金山街道、泰山街道、龐荘街道、火花街道、桃園街道、蘇山街道

## 宗教施設
- 興化禅寺